# Wiesław Krauze
Wiesław Krauze (ur. 23 kwietnia 1964 w Gdyni) – polski piłkarz, występujący na pozycji pomocnika.

## Życiorys
Występował w młodzieżowych drużynach Bałtyku Gdynia, a w 1981 roku został wcielony do pierwszego zespołu. W barwach Bałtyku w I lidze zadebiutował 16 sierpnia w zremisowanym 0:0 spotkaniu ze Śląskiem Wrocław. Był członkiem reprezentacji Polski U-20, która w 1983 roku zdobyła trzecie miejsce na mistrzostwach świata. W 1984 roku został zawodnikiem Szombierek Bytom. W klubie tym występował do 1990 roku.

## Statystyki ligowe
| Sezon     | Klub             | Liga    | Mecze | Gole |
| --------- | ---------------- | ------- | ----- | ---- |
| 1981/1982 | Bałtyk Gdynia    | I liga  | 10    | 0    |
| 1982/1983 | Bałtyk Gdynia    | I liga  | 21    | 1    |
| 1983/1984 | Bałtyk Gdynia    | I liga  | 21    | 1    |
| 1984/1985 | Szombierki Bytom | II liga | ?     | ?    |
| 1985/1986 | Szombierki Bytom | II liga | ?     | ?    |
| 1986/1987 | Szombierki Bytom | II liga | ?     | ?    |
| 1987/1988 | Szombierki Bytom | I liga  | 29    | 3    |
| 1988/1989 | Szombierki Bytom | I liga  | 29    | 2    |
| 1989/1990 | Szombierki Bytom | II liga | 19    | 5    |